# Hwajang
Hwajang (en inglés= Revivre) es una película dramática dirigida por el director surcoreano Im Kwon-taek y protagonizada por Ahn Sung-ki.
La película está basada en la historia escrita Cremación, del escritor surcoreano Kim Hoon, que ganó el premio literario Yi Sang en 2004.

## Argumento
Oh Jeong-seok, es un hombre alrededor de los cincuenta años, así como un exitoso ejecutivo de marketing (sangmoo o director gerente) de una importante compañía de cosméticos. Oh compagina la vida personal y la vida corporativa en el contexto del inicio de una nueva campaña publicitaria, mientras cuida de su esposa enferma, cuya salud se ha deteriorado en los últimos cuatro años debido a un cáncer cerebral.
Durante este tiempo difícil, Oh también se da cuenta de los sentimientos que origina hacia Choo Eun-joo, la nueva y seductora compañera de trabajo que se incorpora a su equipo de marketing. Cuando su esposa finalmente sucumbe a su enfermedad y muere, Oh se inmiscuye en un conflicto por su profundo dolor y la pasión recién descubierta hacia la joven.

## Reparto
- Ahn Sung-ki como Oh Jeong-seok.
- Kim Gyu-ri como Choo Eun-joo.
- Kim Ho-jung como la Señora Oh, la enferma esposa de Oh Jeong-seok.
- Jeon Hye-jin como Oh Mi-young, la hija de Oh Jeong-seok.
- Yeon Woo-jin como Kim Min-soo, el esposo de Oh Mi-young.
- Ye Ji-won como maestra de baile (cameo)

## Premios y nominaciones
Fue premiada en la sección Fuera de Competición del Festival Internacional de Cine de Venecia en 2014
| Año  | Categoría    | Premio                   | Nominado    | Resultado |
| ---- | ------------ | ------------------------ | ----------- | --------- |
| 2016 | Best Actor   | Chunsa Film Art Award    | Ahn Sung-ki | Nominado  |
| 2015 | Best Actor   | 24th Buil Film Award     | Ahn Sung-ki | Nominado  |
| 2015 | Best Actor   | 51st Baeksang Arts Award | Ahn Sung-ki | Nominado  |
| 2015 | Destinatario | 10th APN Award           | Ahn Sung-ki | Ganó      |

## Producción
Fue estrenada en teatros de Corea del Sur en abril de 2015.
El Centro Cultural Coreano de Madrid, dependiente de la Embajada de Corea del Sur en España, realizó una muestra de cine en tributo a Im-Kwon taek en 2015, que se inició con la emisión de Hwajang en versión original y con subtítulos en español.